# Scoparia oxycampyla
Scoparia oxycampyla là một loài bướm đêm trong họ Crambidae.